# برد والش
براد والش (زاده ۱۵ ژوئن ۱۹۸۲) یک خواننده و تهیه‌کننده موسیقی آمریکایی است که به خاطر موسیقی پاپ و تجربی خود و همچنین ریمیکس‌های رقص هنرمندان پاپ از جمله بریتنی اسپیرز، آدام لمبرت، و لیدی گاگا شناخته شده‌است.
براد والش طبق گزارشها، تا سال ۲۰۲۱ دارای دارایی ۸٫۵ میلیون دلاری است او با طراح مد کریستین سیریانو ازدواج کرد. آنها با دو سگ خود به نام‌های تاپر و بیر در چلسی، منهتن زندگی می‌کردند. آنها از نوامبر ۲۰۰۷ با هم بودند و در ژوئیه ۲۰۱۳ نامزد کردند آنها در ۹ ژوئیه ۲۰۱۶ در خانه تعطیلات خود در دانبری، کنتیکت ازدواج کردند. در ۲۵ ژوئن ۲۰۱۸، والش تأیید کرد که او و سیریانو ماه قبل از هم جدا شده‌اند. این زوج تا سال ۲۰۲۱ برای رسمی کردن طلاق اقدامی نکردند

## دیسکوگرافی
- Antiglot II (2022)
- House Party EP (2021)
- Artbreak (2019)
- ریمیکسوگرافی (۲۰۱۹)
- Antiglot (2017)
- شش بی‌نهایت (۲۰۱۶)
- EP ثانویه (۲۰۱۶)
- Primary EP (2015)
- دموها و منتشر نشده (۲۰۱۳)
- همین الان (۲۰۱۱)
- Runway Vol. 1 (2010)
- Unhitched Restitched (2010)
- طبیعت انسان (۲۰۰۹)